# Baconia violacea
Baconia violacea är en skalbaggsart som först beskrevs av Sylvain Auguste de Marseul 1853.  Baconia violacea ingår i släktet Baconia och familjen stumpbaggar. Inga underarter finns listade i Catalogue of Life.